# Karine Ponties
Karine Ponties (Castres, 25 maart 1967) is een Franse danseres en choreografe die in Brussel werkt.

## Biografie
Karine Ponties groeide op in Barcelona, waar ze filosofie studeerde. Vervolgens volgde ze een dansopleiding bij Juan Tena en Ramon Soler. In 1986 trad ze toe tot Mudra, de school die werd opgericht door Maurice Béjart. Zelf omschrijft ze de tijd die ze in het Mudra spendeerde als “meer een levensschool dan een opleiding.” Ze danste onder meer bij de gezelschappen van Claudio Bernardo, Merce Cunningham, José Besprosvany, Frédéric Flamand, Pierre Droulers en Michèle Noiret. Ook was ze actief bij Charleroi/Danses en het dansgezelschap Mossoux-Bonté. In 1995 richtte ze in Brussel haar eigen gezelschap op, Dame de Pic, waarmee ze sindsdien haar eigen werk maakt.

## Werk
Ponties choreografeerde sinds 1995 zelf een dertigtal werken. Ze debuteerde in 1996 in Brussel met de voorstelling Planta Baja. Later volgden onder meer het bekroonde Brutalis (2002, SACD-prijs) en Holeulone (2006, beste dansvoorstelling in Franstalig België). Terugkerende thema's in het werk van Ponties zijn een gevoel voor het absurde en de verkenning van intimiteit, organische en menselijke relaties. Haar werk is vaak interdisciplinair van aard. Zo werkte ze onder meer samen met striptekenaar en visueel kunstenaar Thierry Van Hasselt, met componisten Jan Kuijken en Dominique Pauwels, met beeldend kunstenaar Lawrence Malstaf en met lichtontwerpster Florence Richard. De samenwerkingen die ze aangaat zijn bepalend voor de producties die ze maakt. Door de verschillende expressievormen van de individuen waarmee ze samenwerkt te laten samenvloeien, ontstaat een kunstwerk dat zich finaal 'dans' laat noemen, maar zich in de totstandkoming ervan niet door de beperkingen van het medium laat leiden.

### Een selectie uit het werk van Karine Ponties
- 1996: Planta Baja
- 1997: Vecinas (met de afdeling dans van Helsinki voor de vierde "Pépinières européennes pour jeunes artistes")
- 1997: Dame de Pic
- 2000: Brucelles (in het kader van Brussel 2000)
- 2001: Capture d'un caillot
- 2002: Brutalis
- 2003: Desirabilis (voor Montreal Dance)
- 2004: Fatima Gate (met Het muziek LOD)
- 2004: Mi non sabir
- 2005: The Great Monkey's Love Song (met Het muziek LOD)
- 2006: Nunakt (met Mossoux-Bonté)
- 2006: Holeulone (geïnspireerd door Flowers for Algernon ; prijs van de kritiek in Franstalig België in 2007)
- 2007: Boreas (met Het muziek LOD)
- 2010: Absentia (als onderdeel van het “Pagina Bianca” project van Daniela Lucà )
- 2010: Mirliflor (in het kader van het Europese project EUNIC/Intradance)
- 2010: Tuco (met Companhia Instável)
- 2012: Lamali Lokta
- 2013: Luciola
- 2014: SOI
- 2015: Hero %
- 2017: La peau de l'ombre
- 2018: FOVEA
- 2019: SAME SAME